# Lola Pagnani
Lola Pagnani (født 3. april 1972) er en italiensk skuespiller.
Hun blev født i Rom som Anna Lola Pagnani Stavros, datter af forfatter Enzo Pagnani. Hun uddannede sig i contemporary dans, som 17-årig i Paris, og var den første Momix-danser for World Tour, og har succesfuldt samarbejdet om koreografien af Circe du Soleil i Montreal. Hun var første danser i Operahuset i München under ledelse af Lina Wertmuller og dirigent Giuseppe Sinopoli. Efterfølgende uddannede hun sig i  contemporary dans ved Alvin Ailey American Dance Theater i New York City. Senere studerede hun skuespil ved HB Studios, også i New York. Derefter vendte hun hjem til Italien.
Tilbage i Italien begyndte hun uophørligt at arbejde med store italienske navne og internationale studier og teatre, såsom Ettore Scola, Giulio Base, Lina Wertmuller; hun spillede også for Spike Lee,  John Turturro og Abel Ferrara. I Italien var hun en attest af Lavazza med Tullio Solenghi og Riccardo Garrone, og arbejdede i to år på talkshowet Maurizio Costanzo Show. Hun blev inviteret til at arbejde med Enrico Montesano, Marco Columbro, Barbara De Rossi, Blas Roca Rey, Enrico Brignano, Nino Manfredi, Vittorio Gassman og Shelley Winters, der tog hende under hendes personlige opsyn for at studere i Los Angeles ved Actor's Studio. Hun studerede privat med Teddey Sherman i Los Angeles.
Hun arbejdede med Rai International i New York i flere programmer og var vært for PoP Italia. Hun kan være stolt af samarbejdet med tidsskriftet af Gianni Battistoni.
For nylig har hun besluttet at lave en dokumentarfilm sammen med amerikanske producent og direktør Melissa Balin, inspireret af et personligt juridisk forhold, som offer for et camorra-plot. Projektet hedder Women Seeking Justice og vil indeholde historier om uretfærdighed fra hele kloden. Hun taler Italiensk, Fransk, Spansk og English flydende.

## Filmografi

### Spillefilm
- Trafitti da un raggio di sole (1995) – Fabiola
- Polvere di Napoli (1996) – Rosita
- Ninfa plebea (1996) – Lucia
- Ferdinando e Carolina (1999) – Sara Goudar
- La bomba (1999) – Daisy
- Il pranzo della domenica (2002)
- Gente di Roma (2003)
- Women Seeking Justice (2007)

### Fjernsyn
- Pazza famiglia (1995)
- Commissario Raimondi (1998) – Esmeralda
- Anni 50 (1998)
- La squadra (2000)
- Un posto al sole (2001) – Roberta Cantone
- Francesca e Nunziata (2001)
- Carabinieri 5 (2005)
- Un ciclone in famiglia 2 (2005)
- Donne sbagliate (2006)
- Capri (2006) – Maria Rosaria

### Teater
- Vergine Regina (1996)
- Anatra all'arancia (1997)
- Carmen (1987)